# Воя (приток Ихалицы)
Воя — река в России, протекает по Тотемскому и Междуреченскому районам Вологодской области и Солигаличском районе Костромской области, правый и крупнейший приток Ихалицы. Устье реки находится в 9 км от устья Ихалицы. Длина реки составляет 76 км.
Исток Вои находится в юго-западной части Тотемского района у границы с Костромской областью. В верховьях река течёт среди лесов, в низовьях — среди верховых болот, принимая здесь свой крупнейший приток — реку Совегу (также известную как Совдюга или Севдюга). Основное направление течения — с востока на запад.

## Притоки (км от устья)
- 21 км: река Совега (Севдюга) (лв)
- 27 км: река Сожа (лв)
- 44 км: река Великая (лв)

## Данные водного реестра
По данным государственного водного реестра России относится к Двинско-Печорскому бассейновому округу, водохозяйственный участок реки — Северная Двина от начала реки до впадения реки Вычегда, без рек Юг и Сухона (от истока до Кубенского гидроузла), речной подбассейн реки — Сухона. Речной бассейн реки — Северная Двина.
Код объекта в государственном водном реестре — 03020100312103000007513.